# Ascogaster grangeri
Ascogaster grangeri är en stekelart som beskrevs av Roy D. Shenefelt 1973. Ascogaster grangeri ingår i släktet Ascogaster och familjen bracksteklar. Inga underarter finns listade.